# Ludmila Feiginova
Pour les articles homonymes, voir Feiginova.
Ludmila Feiginova, née le 12 avril 1937, est une monteuse soviétique.
Elle est connue pour avoir travaillé sur plusieurs films réalisés par Andreï Tarkovski, notamment Andreï Roublev.

## Filmographie partielle

### Au cinéma
- 1962 : L'Enfance d'Ivan d'Andreï Tarkovski
- 1966 : Andreï Roublev d'Andreï Tarkovski
- 1972 : Solaris d'Andreï Tarkovski
- 1973 : La Terre de Sannikov d'Albert Mkrtchyan et Leonid Popov (it)
- 1974 : Le Raisin vert (en arménien : Հնձան, en russe : Терпкий виноград) de Bagrat Hovhannessian
- 1975 : Le Miroir d'Andreï Tarkovski
- 1975 : Dersou Ouzala d'Akira Kurosawa (éditrice associée,  non créditée)
- 1979 : Stalker d'Andreï Tarkovski
- 1987 : La Sonate à Kreutzer de Mikhaïl Schweitzer
- 1988 : Élégie de Moscou d'Alexandre Sokourov

## Récompenses et distinctions
- (en) Ludmila Feiginova: Awards, sur l'Internet Movie Database